# Католицька церква в Малайзії
Като́лицька це́рква в Мала́йзії — друга християнська конфесія Малайзії. Складова всесвітньої Католицької церкви, яку очолює на Землі римський папа. Керується конференцією єпископів. Станом на 2004 рік у країні нараховувалося близько 784 000 католиків (3,17% від усього населення). Існувало 8 діоцезій, які об'єднували 142 церковних парафій.  Кількість  священиків — 227 (з них представники секулярного духовенства — 179, члени чернечих організацій — 48), постійних дияконів — 1, монахів — 101, монахинь — 558.

## Історія
1511 року португальці захопили Малакку — столицю Малаккського султанату на заході Малайзії. 1521 року в місті було побудовано найстарішу збережену будівлю церкви в Малайзії — церкву Святого Павла. У 1545—1547 у місті проповідував єзуїт Франциск Ксав'єр.
1548 року було засновано першу католицьку школу

### Сучасність
На початку XXI століття в Малайзії почастішали випадки нападів на католицькі церкви, вірні повідомляють про переслідування та заборони з боку влади.